# Ryrie Rock
Ryrie Rock är en kulle i Antarktis. Den ligger i Östantarktis. Australien gör anspråk på området.
Terrängen runt Ryrie Rock är varierad. Trakten är obefolkad. Det finns inga samhällen i närheten.